# Райан, Джон Джозеф Томас
Джон Джозеф Томас Райан (англ. John Joseph Thomas Ryan; 1 ноября 1913, Олбани, штат Нью-Йорк, США — 9 октября 2000, Олбани, штат Нью-Йорк, США) —  прелат Римско-католической церкви, 1-й архиепископ Анкориджа, 1-й архиепископ вооружённых сил США.

## Биография
Джон Джозеф Томас Райан родился в Олбани, штат Нью-Йорк 1 ноября 1913 года в семье Патрика Райана и Агнес Паттерсон-Райан. Обучался в Манхэттен-колледже в Нью-Йорке и семинарии Святого Иосифа в Йонкерсе.
3 июня 1939 года был рукоположен в священники. Служил капелланом на военно-морском флоте США с 1943 по 1946 год. Принимал участие в высадке десанта на остров Окинава. Во время службы был дважды отмечен за храбрость.
С 1946 по 1957 год служил в епархии Олбани. С 1957 по 1958 год занимал пост канцлера апостольского викария военного ординариата Римско-Католической церкви в США. С 1958 по 1960 год работал в Бейруте, где занимался оказанием помощи в составе Католической Ближневосточной благотворительной ассоциации и Папской миссии в Палестине.
7 февраля 1966 года римский папа Павел VI номинировал его в первые архиепископы Анкориджа, штат Аляска. Епископскую хиротонию 25 марта совершил кардинал Фрэнсис Спеллман, которому сослужили епископы Эдвард Джозеф Магинн и Эдвард Эрнест Сванстром. 4 ноября 1975 года был назначен архиепископом-коадъютором при военном викарии и титулярным архиепископом Габии.
Папа Иоанн Павел II возвёл военный викариат в ранг архиепархии и номинировал Джона Джозефа Томаса Райана в первые архиепископы вооружённых сил США 16 марта 1985 года. Оказывал пастырскую и духовную помощь католикам в вооруженных силах США, членам их семей, пациентам ветеранских госпиталей и гражданским государственным служащим, проживающим за рубежом. Он ушёл на покой 14 мая 1991 года и вернулся в родной Олбани, где скончался 9 октября 2000 года.